# Meroglossa sculptissima
Meroglossa sculptissima là một loài Hymenoptera trong họ Colletidae. Loài này được Cockerell mô tả khoa học năm 1910.

## Hình ảnh

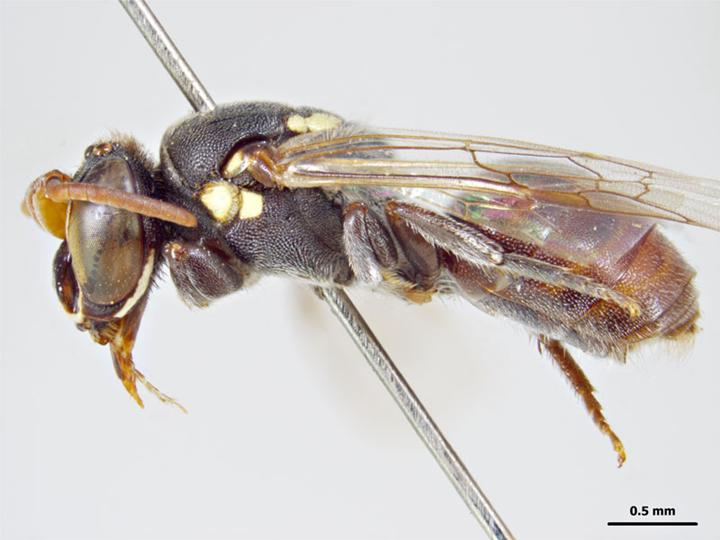